# 东环中街街道
东环中街街道是中华人民共和国河北省沧州市新华区下辖的一个街道办事处。

## 行政区划
东环中街街道下辖以下村级行政区划单位：
新兴街社区、利农街社区、蔡御街社区、南环东路社区、站东社区、县直社区、新开路社区和广厦社区。